# Caulolatilus princeps
Caulolatilus princeps е вид лъчеперка от семейство Malacanthidae.

## Разпространение
Видът е разпространен в Гватемала, Еквадор, Канада, Колумбия, Коста Рика, Мексико, Никарагуа, Панама, Перу, Салвадор, САЩ и Хондурас.